# Coxiellaceae
Coxiellaceae is een van de twee families uit de orde Legionellales. De familie Coxiellaceae omvat de drie geslachten Aquicella, Coxiella, Rickettsiella.